# Dardanellengeschütz

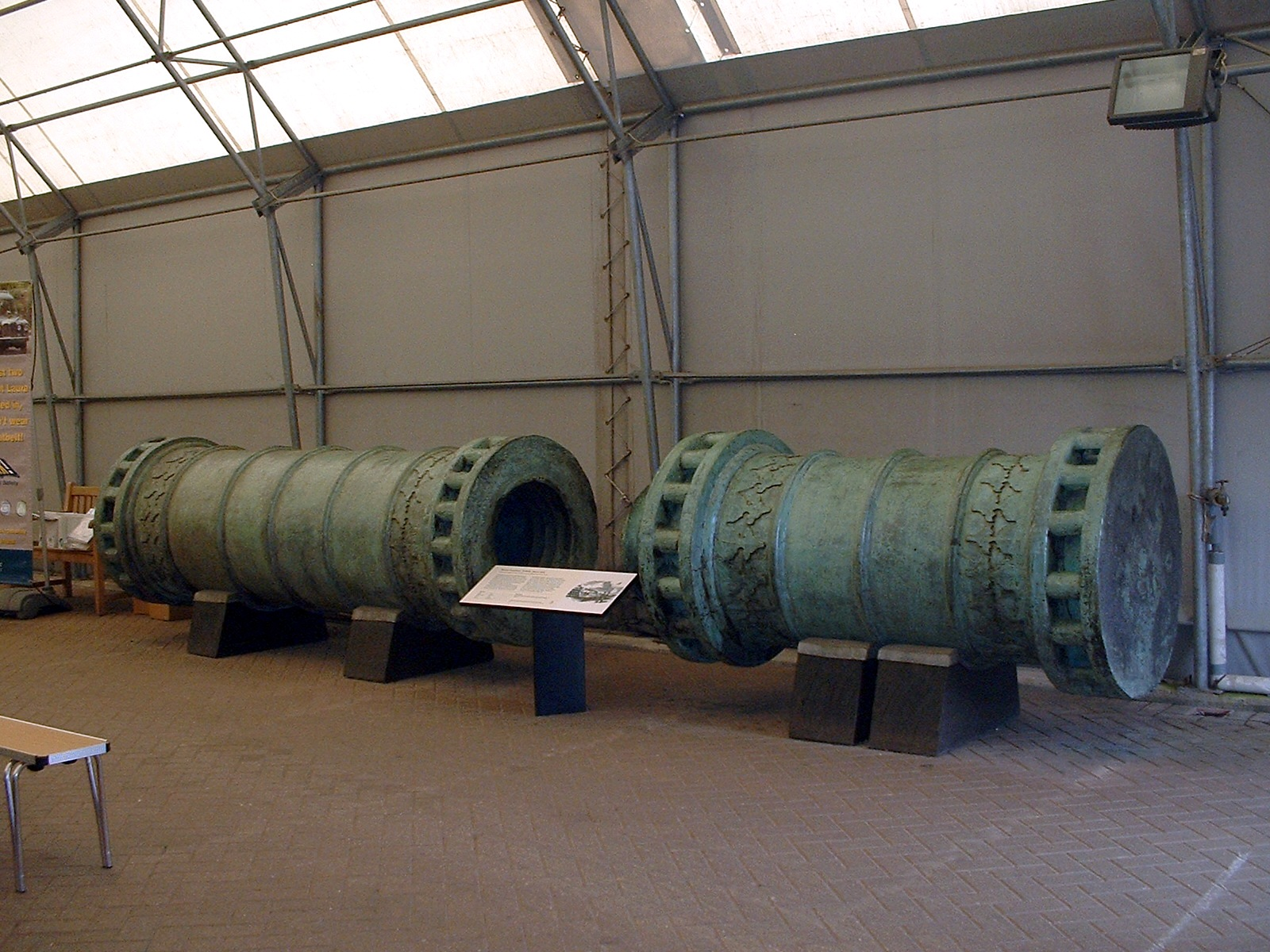
Das getrennte Dardanellengeschütz in der Artillerieaussstellung von Fort Nelson in (Hampshire).

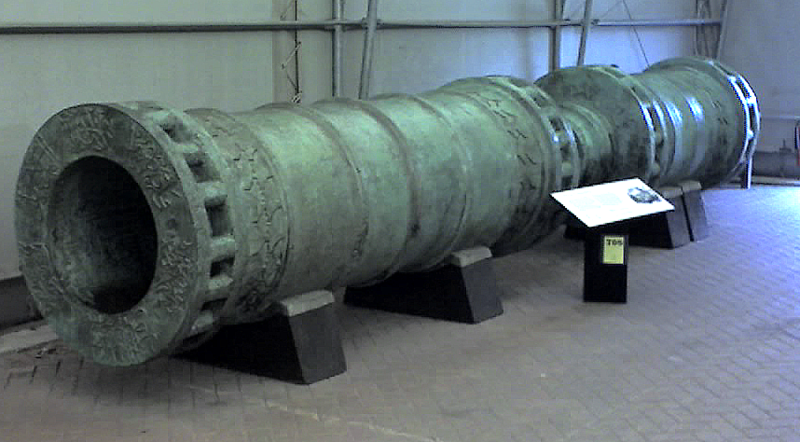

Das Dardanellengeschütz ist ein osmanisches Riesengeschütz aus Bronze aus der Mitte des 15. Jahrhunderts. Es ist das größte und schwerste erhaltene Geschütz des 15. Jahrhunderts und befindet sich in der Ausstellung der Royal Armouries im englischen Hampshire.

## Geschichte
Das Dardanellengeschütz wurde im Jahr 1464 von Munir Ali zusammen mit 16 weiteren Riesengeschützen für Sultan Mehmed II. gegossen, der damit im Jahr 1480 die griechische Stadt Rhodos belagerte. Ähnliche Riesengeschütze wurden vom christlichen Gießer Urban im Rahmen der Eroberung von Konstantinopel im Auftrag des Sultans angefertigt. Vergleichbar ist insbesondere das „Konstantinopel-Geschütz“. Anlässlich eines Staatsbesuches im Jahr 1866 schenkte Sultan Abdülaziz das Dardanellengeschütz der englischen Königin Victoria.

## Beschreibung
Das zweiteilige Rohr hat ein Gewicht von 16,8 t bei einer Gesamtlänge von 518 cm und einer Kammerlänge von 215 cm. Es konnte Kugeln von 63 cm Durchmesser und 340 kg Gewicht 1600 m weit verschießen. Die Feuerrate lag bei 15 Kugeln pro Tag. Zum einfacheren Transport und zur Ladung sind Lauf (Seele) und Kammer durch eine Schraubverbindung trennbar. Dabei war die gegossene Schraubverbindung so exakt gearbeitet, dass sie gasdicht abschloss.
Technische Daten
- Geschütztyp: Hauptbüchse
- Geschützklasse: Riesengeschütze (Steinbüchsen)
- Bauart: zweiteiliges gegossenes Bronzegeschütz
- Gesamtlänge: 5.180 mm,[2] 5.385 mm[4]
- Kaliber: 635 mm
- Seelenlänge:
- Kammerlänge: 2.150 mm mit Gewindestück
- Außendurchmesser: 1.054 mm
- Gewicht: 16.800 kg[3]
- Munition: Stein- oder Eisenkugeln
- Kugeldurchmesser: 630 mm
- Kugelmasse: 340 kg[2], 304 kg[3]

## Museale Rezeption
Das Dardanellengeschütz befindet sich im Sammlungsbestand der Royal Armouries und wird unter der Bezeichnung Gun - Turkish Bombard (1464), Location: Fort Nelson, Gallery 57 Object Number: XIX.164 geführt. Der Objektbeschreibung sind zahlreiche Bilder beigefügt, die diverse historische Standorte des Geschützes zeigen. Die letzte Standortangabe bezieht sich auf das Fort Nelson in Hampshire. Das Geschütz ist dort in der Abteilung zur Artillierieausstellung zu sehen.